# كلية كي للتربية
كُليَّة كي للتّربية (بالعبرية: מכללת קיי)، أو كما تُعرف اليوم باسم: "الكُليَّة الأكاديميَّة للتَّربية على اسم كي" (بالعبرية: המכללה האקדמית לחינוך ע"ש קיי) هي كُليَّة لإعداد المعلّمين في بئر السبع. أطلِقَ عليها هذا الاسم تخليدًا لذكرى جيفري كي، الذي تبرَّع بالمال من أجل تشييد المبنى الرّئيسيّ للكُليَّة. أسَّس الكُليّة عام 1954 أرييه سيمون الذي كان مفتِّشًا في وزارة المعارف على المدارس في منطقة النَّقب. يدرُس اليوم في الكُليَّة 3000 طالب في مساقات تعليميَّة مختلفة، وقرابة 500 طالب في إطار إعدادي.
بدأت الكليَّة طريقها في حيّ نڤي نوي في بئر السبع. وانتقل مقرَّها منذ ذلك الحين مرّتين: المرّة الأولى إلى الحيّ الثّالث في بئر السبع، ثمّ انتقلت ثانيةً إلى مقرّها الحاليّ في الحيّ السّادس في بئر السبع، عام 1982.
كانت كليّة كي في طليعة الكليّات الإسرائيليَّة الّتي حصلت على تصريح بتأهيل المعلِّمين، وقد صادق «مجلس التّعليم العالي في إسرائيل» على جعلها كُليَّة أكاديميَّة عام 1994، وهي في طليعة الكليّات الأكاديميَّة الإسرائيليَّة المخوَّلَة بمنح اللّقب الثّاني في علوم التّربية، وحصلت على تصريح بذلك عام 2003. يدرُسُ في الكُليَّة جنبًا إلى جنب طلبة من اليهود والعرب (بدو النّقب).
تدمج «كلية كي» بين تأهيل المعلّمين للتَّدريس وبين البحث العلمي البحت. تقوم الكُليَّة بتنظيم فعاليّات عديدة في مجال البحث العلمي، وذلك من أجل تمكين طاقم التّدريس في الكُليَّة بالتّطوُّر، والارتقاء في السُّلّم الأكاديمي، والتّعمُّق في مجالات اختصاصهم المختلفة، ترأسَّت قسم الأبحاث العلميّة في الكُليَّة لمدّة عشر سنوات (1994-2004) عنات كينان.
القسط التّعليميّ في «كليّة كي» (للطُلاّب الذين يلتحقون بالكليَّة للحُصول على لقب أكاديمي، الأوَّل أو الثّاني) هو نفس القسط الجامعي في الجامعات الأخرى، والكليّات الأكاديميَّة في إسرائيل. يحقّ للجندي، أو من أنهى الخدمة الإلزاميَّة بدءًا من 1 كانون الثّاني عام 2010 أن يحصل على منحة تعليميَّة كاملة عن السّنة التّعليميَّة الأولى للّقب الأوَّل (وفقًا للقرار المتعلِّق بتعلُّم الجُنود المسرَّحين في مؤسّسات التّعليم العالي في الضّواحي).

## موقع مركز التخطيط التعليمي

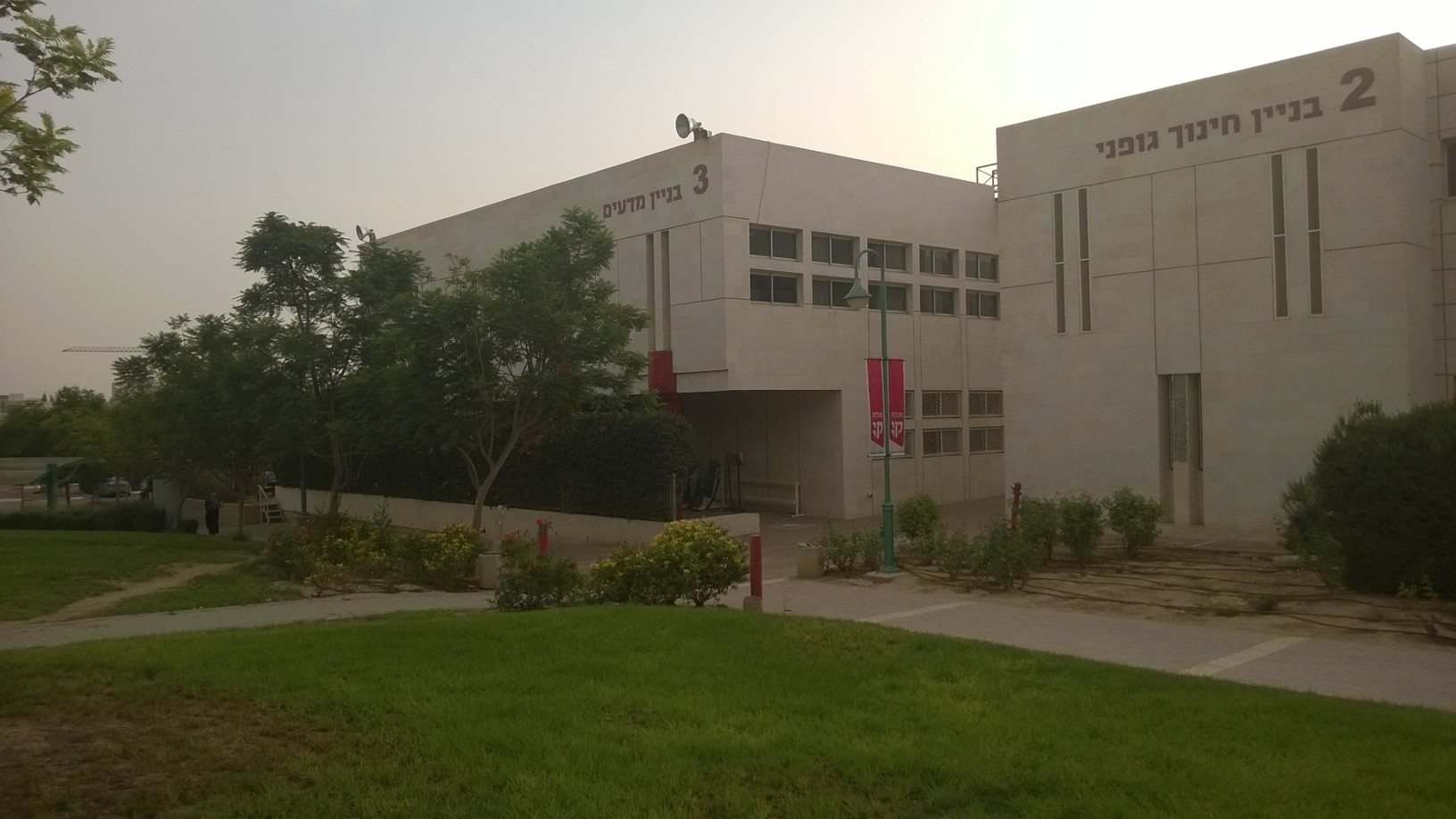
كلية كي مبنى التربية البدنية ومبنى العلوم.

موقع مركز التخطيط التعليمي (باللغة العبرية: מרכז לתכנון לימודים واختصارًا מת"ל) هو مركز تربويّ مجّاني متاح على شبكة الإنترنت يتضمّن هذا المركز روابط عديدة لموادّ تعليميَّة متنوّعة من صفحات الإنترنت المتناثرة، وهو يتيح موادّ مساعدة للمعلمين المبتدئين، وللمعلّمين المتمرّسين، للتّلاميذ، وللأهالي، وذلك من أجل تحسين عمليّة التَّدريس، والتعلُّم. ليس في الإنترنت موقع آخر يوفِّر مثل هذا الكم الهائل من الموادّ المرتّبة حسب المفاهيم التربوية، والفهم العميق لاحتياجات الحقل، ولجميع الأجيال، ولمختلف أوساط المتعلّمين، بما في ذلك التلاميذ ذوي الاحتياجات الخاصَّة. يُمكن العثور في كلّ باب من أبواب المركز على روابط لأوراق عمل، وامتحانات، وعارضات، وخطط تعليميَّة، وموادّ نظريَة، وأفكار إبداعيَّة، أناشيد وقصص (مطبوعة ومسموعة) وغير ذلك من الموادّ.
بالإضافة إلى ذلك يُتيح الموقع للمتصفّحين من جميع أنحاء العالم الاتّصال بالمسؤولين عن الموقع، وتوجيه أسئلة حول تخطيط التّدريس، والبحث عن موادّ، والحصول على نصائح للتغلُّب على مشاكل في التّدريس، والتّعلُّم. يُرسل العديد من المتصفحين من شتّى أرجاء العالم موادّ أصليَّة من تأليفهم إلى موقع مركز تخطيط التعليم.
يحتوي مركز تخطيط التعليم على 400 باب باللغة العبرية، وعلى 50 بابًا باللغة العربية، تشمل هذه الأبواب جميع مجالات التدريس، والتعلُّم. دخل إلى الموقع حتى شهر أيار 2011 قرابة 596,003 زائر من 117 دولة، واطّلعوا على 1,363,877 صفحة.

## روابط خارجية
- موقع الكليَّة على الشّبكة.
- دليل مركز تخطيط التدريس التّابع لكليَّة «كي». نسخة محفوظة 20 نوفمبر 2013 على موقع واي باك مشين.
- الفهرس المحوسب لمكتبة كليَّة «كي».
- عرض لبرامج ومساقات كليَّة «كي».